# Список умерших в 1080 году

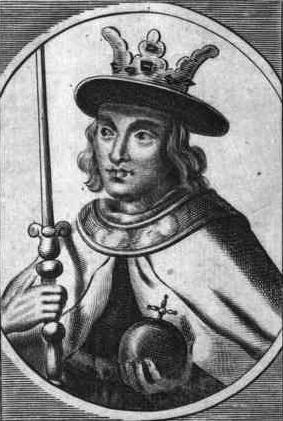
Харольд III

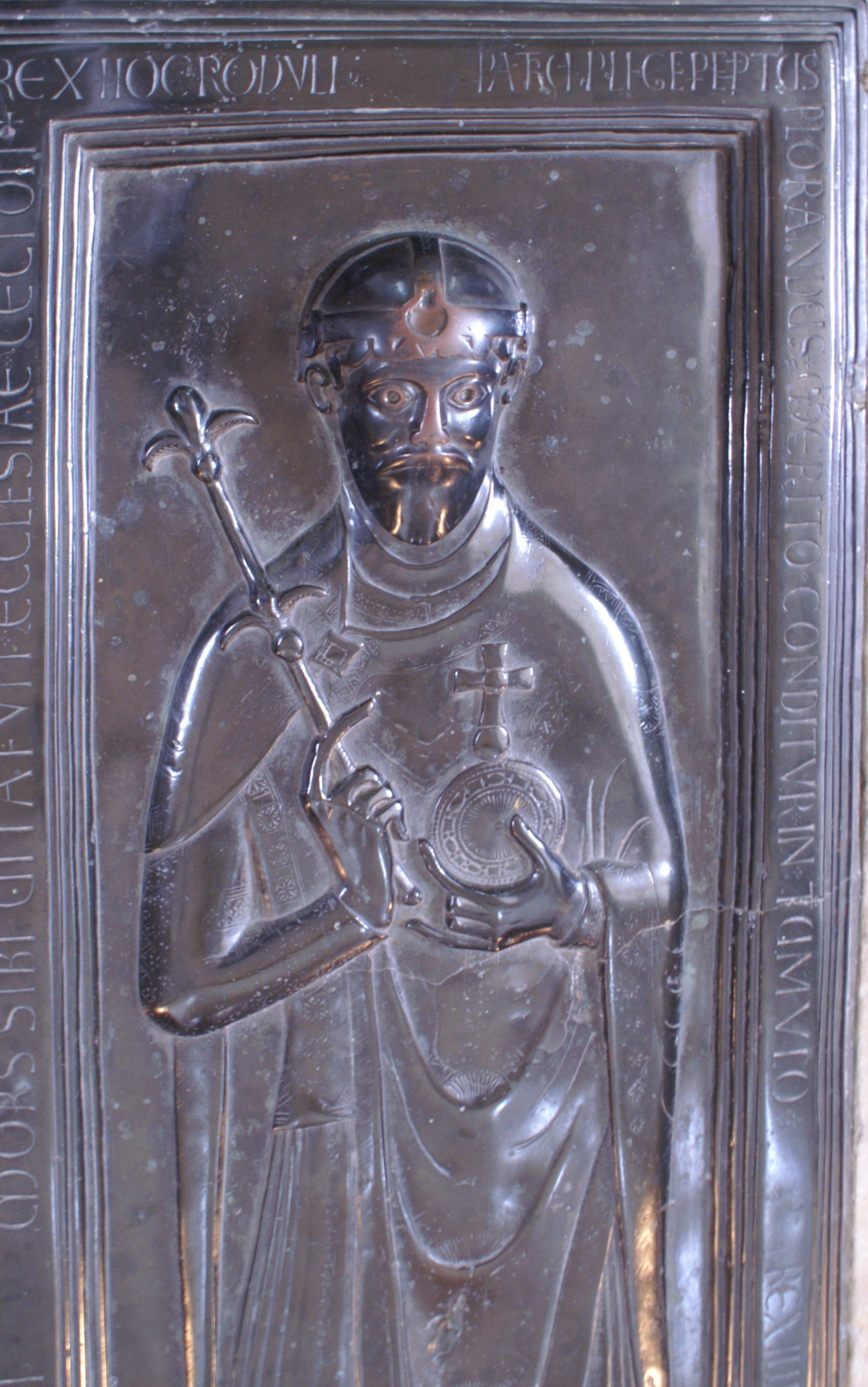
Рудольф

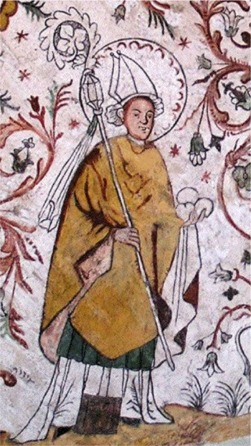
Эскиль Шведский

В этой статье представлен список известных людей, умерших в 1080 году.
См. также: Категория:Умершие в 1080 году

## Январь
- 26 января — Амадей II — граф Савойи (1078—1080).
- 27 января — Майнфрид — бургграф Магдебурга.

## Март
- 1 марта — Ротру II дю Перш — сеньор Мортань-о-Перш и Ножан-ле-Ротру, виконт Шатодена (с 1042/1044).

## Май
- 14 мая — Уильям Валшер — епископ Даремский с 1071 года, граф Нортумбрии с 1075 года. Убит

## Июнь
- 13 июня — Людвиг Бородатый — граф в Тюрингии, родоначальник династии Людовингов (или Тюрингского дома)
- 17 июня — Харальд III — король Дании (1074—1080)

## Июль
- 5 июля — Ислейвур Гиссурарсон — исландский священник, первый епископ Исландии после принятия христианства.

## Сентябрь
- 9 сентября — Пётр Шаванонский — французский священник и монах, святой Римско-католической церкви[1].

## Октябрь
- 1 октября — Симон де Вексен — граф де Бар-сюр-Об и граф де Витри-ан-Пертуа (1065/1067—1077), граф Валуа, граф Амьена, граф Вексена (1074—1077), граф Мондидье, граф Перонны (1074—1076), святой Римско-католической церкви.
- 15 октября — Рапото IV фон Хам — граф Хама (с 1059), фогт монастыря Св. Эммерама.
- 16 октября — Рудольф — граф Рейнфельденский (окjkj 1048—1080), герцог Швабии (1057—1079), антикороль Германии (1077—1080). Погиб в битве при Хоэнмёльзене

## Декабрь
- 1 декабря — Эгильберт[нем.] — еписпоп Миндена (1055—1080)

## Дата неизвестна или требует уточнения
- Альдемар Мудрый — аббат, святой Римско-католической церкви[2].
- Аристакес Ластивертци — армянский историк.
- Гагик Карсский — правитель Карсского царства (1029—1065).
- Герберт IV де Вермандуа — последний граф Вермандуа (1045—1080) из рода Каролингов
- Давид Мункторпский — английский монах, проповедовавший в Швеции, святой Римско-католической церкви[3].
- Михаил Атталиат — византийский историк и правовед.
- Мухаммад ибн Аббас — малик Гуридов (1060—1080).
- Гийом де Отвиль — один из младших сыновей Танкреда де Готвиля.
- Раймон II — граф Бигорра (с 1077).
- Роджер де Мортемер — нормандский барон, первый известный представитель англо-нормандского рода Мортимеров.
- Харшаварман III — король Кхмерской империи (1066—1080).
- Шамс аль мульк — хан Западного Караханидского каганата (1068—1080)
- Эскиль Шведский — английский монах, проповедовавший в Швеции, святой Римско-католической церкви. Убит (побит камнями) в Эскильстуне[4].